# REAL YOU
『REAL YOU』（リアル ユー）は、山田優のデビューシングル。ポニーキャニオンより2006年9月20日に発売。

## 概要
「REAL YOU」は、山田が出演した映画『アキハバラ@DEEP』挿入歌で原作者の石田衣良が作詞。
ハウス・ビートのダンスチューンで、主要音楽番組に登場。艶の歌声、ダンスパフォーマンスを披露。
CD単体、CD+DVDからなる初回限定盤の2形態で発売。CD収録内容は同一でジャケットは異なる。

## 収録曲

### CD
1. REAL YOU
作詞：石田衣良／作曲・編曲：松井寛
2. Do It
作詞：manao／作曲：南俊介／編曲：南俊介・鈴木啓
3. REAL YOU（Army Slick's scratch build vocal）
4. REAL YOU（Instureumental）
5. Do It（Instureumental）

### DVD（初回限定盤のみ）
1. REAL YOU（Promotion Clip）
2. Special Contents

## タイアップ
- 東映配給映画『アキハバラ@DEEP』挿入歌（M-1）
- dwango「いろメロミックスDX」CMソング（M-1）